# Quincy-sous-le-Mont
Quincy-sous-le-Mont é uma comuna francesa na região administrativa de Altos da França, no departamento de Aisne. Estende-se por uma área de 5,04 km². Em 2010 a comuna tinha 60 habitantes (densidade: 11,9 hab./km²).